# 고가 마사토
고가 마사토(일본어: 古賀 正人, 1970년 5월 22일 ~ )는 일본의 전 축구 선수이다.

## 구단 경력
1993년 J1리그의 요코하마 마리노스에 입단했다. 1995년에 J1리그 우승을 차지했다. 1997년 재팬 풋볼 리그의 사간 도스로 이적했다. 1999년 J2리그로 승격했다. 2000년까지 105경기에 출전하여, 11득점을 넣었다. 2001년부터 2006년까지 사가와 급편 주쿄 SC에서 뛰었다. 2006년후 현역 은퇴.